# Tel Erani
Koordinaten: 31° 37′ N, 34° 47′ O
Tel ʿErani (hebräisch תֵּל עֵיְרָנִי Tel ʿEjranī, auch arabisch تل الشيخ أحمد العريني, DMG Tell aš-Šayḫ Aḥmad al-ʿAraynīi) ist eine archäologische Ausgrabungsstätte am östlichen Stadtrand Qirjat Gats im Süden des heutigen Israel, etwa zwischen Jerusalem und dem Gazastreifen. Der Ort war über mehrere Jahrtausende besiedelt und ist eine der ältesten Wohnplätze in der Region.

## Hintergrund

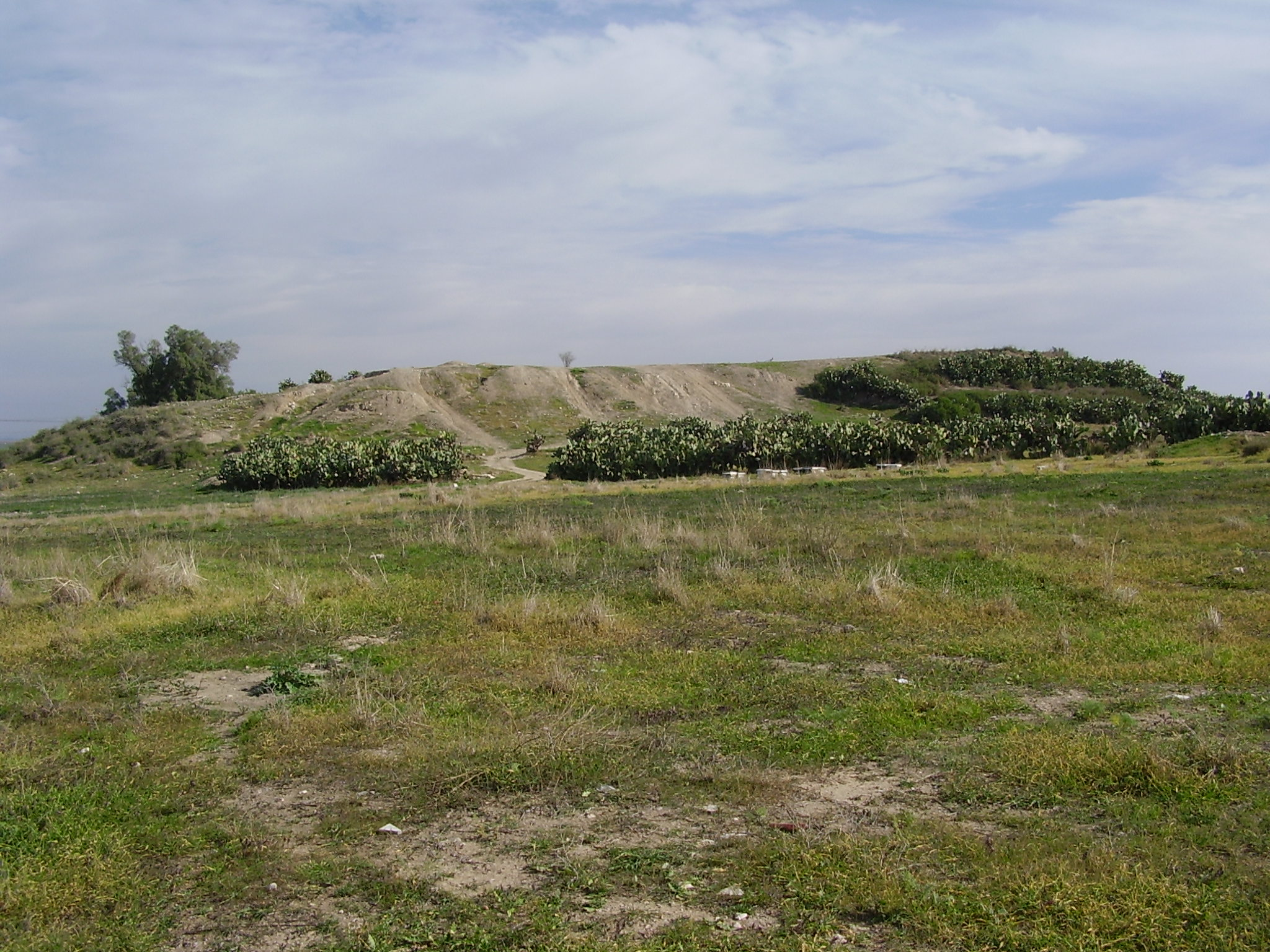
Blick auf Tel ʿErani (2008)

Bei Tel ʿErani handelt es sich heute um einen Hügel mit einer Erhebung im Nordosten, die von den Ausgräbern als Akropolis bezeichnet wird. Eine weitere Erhebung befindet sich im Westen. Die ältesten bisher gefundenen Reste gehören in die Ghassulien-Kultur der Kupfersteinzeit. Aus der frühen Bronzezeit (um 3000 v. Chr.) sind intensive Kontakte mit Ägypten bezeugt. Hier fand sich der Name des ägyptischen Herrschers Narmer.
Erste Ausgrabungen fanden 1956–1961 statt, die bezeugten, dass die umfangreichsten Siedlungsreste in die Bronzezeit datieren und es sich wahrscheinlich um keine Philisterstadt handelt, wie bisher angenommen. Es konnten 12 kupfer- und bronzezeitliche Siedlungsschichten unterschieden werden, die bis in die Frühe Bronzezeit III (um 2000 v. Chr.) reichen. Weitere Siedlungsreste datieren in die Eisenzeit (11. bis 7. Jahrhundert v. Chr.), sowie in die byzantinische Epoche. Ein Friedhof datiert in die frühe arabische Zeit (etwa 7. bis 15. Jahrhundert) und diente wahrscheinlich der lokalen Bevölkerung als Bestattungsort. Weitere Ausgrabungen fanden 1985 bis 1988 statt. Seit 2013 gibt es hier erneute Ausgrabung von Seiten eines israelisch-polnischen Teams.
Vor allem aus der Bronzezeit stammen verschiedene massive gut gebaute Häuser, die vielleicht einst sogar zweistöckig waren. Aus dieser Zeit stammen auch die Reste einer Stadtmauer, die bis zu 8 m breit war.
Die Mauern waren zum Teil bis zu 2 m hoch erhalten. Die Mauern bestanden aus Lehmziegeln, die meist 50 × 30 × 15 cm groß waren. Die Fundamente der Mauern bestanden aus Stein. Steinwerkzeuge belegen ihren Gebrauch in der Bronzezeit. Ein Teil der Keramik orientiert sich an ägyptischen Vorbildern, ist aber lokal produziert, wie die Untersuchung des Tons zeigt. Unter der weiteren Keramik kommen zahlreiche Vorratsgefäße vor. Aus dieser Zeit stammen auch ägyptische Siegelabdrücke. Ägyptischer Einfluss ist auch in der Ziegelmauertechnik sichtbar. Die neueren Grabungen deuten an, dass der Ort vielleicht schon um 4000 v. Chr. Beziehungen zu Ägypten hatte.
Im Sommer 2023 wurde ein rund 5500 Jahre altes Stadttor ausgegraben. Es gilt als Hinweis darauf, dass die Urbanisierung des Gebiets früher begann, als bisher angenommen wurde.